# Cnemaspis limi
Cnemaspis limi es una especie de gecos de la familia Gekkonidae.

## Distribución geográfica yhábitat
Es endémica del arco exterior del archipiélago de Seribuat, incluyendo la isla Tioman (Malasia Peninsular).